# Huawei P40 lite
El Huawei P40 lite es un teléfono inteligente de gama media con sistema operativo móvil Android fabricado por el gigante tecnológico chino Huawei.  Fue anunciado el 26 de febrero de 2020.
El Huawei P40 lite es un dispositivo que posee una cuádruple cámara pontecida con Inteligencia Artificial"IA", además de eso cuenta con una pantalla  Punch FullView de 6,4 pulgadas un solo cuerpo curvo 3D y desbloqueo facial.
- Tipo : LCD IPS LTPS touchscreen capacitivo, 16M colores

- Tamaño : 6,4 pulgadas 19:9
- Resolución : 1080 x 2340 píxeles
- Densidad : 398 ppi|

## Características sobresalientes
El Huawei 40 lite cuenta con un diseño muy elegante que se adapta de forma cómoda a la palma de la mano, teniendo como característica un diseño llamativo.  A pesar de ser un teléfono inteligente de gama media, destaca en su diseño, cámara y rendimiento por su procesador. El Huawei 40 Lite incorporó novedades sorprendentes para acercarse a las gamas más altas y posicionarse como más llamativo y brillante.

## Cámara
Esta Cámara estrena un módulo cuadrado en la parte trasera donde se organizan 4 sensores diferentes. A la cabeza encontramos un sensor primario de 48MP con una apertura f / 1.8, seguido de un sensor ultra gran angular de 8MP con una apertura f / 2.4 que ofrece un campo de visión de 120, un sensor macro de 2MP con una apertura f / 2.4 que permite enfocar objetos de cerca a una distancia de 4 cm, y un último sensor de 2MP para efectos bokeh y obtener ayuda de enfoque. En cuanto al vídeo, tenemos opción de grabar clips en 4K a 30 fps y se estrena un sistema de edición por IA que se puede usar para incorporar música de fondo y recortar secuencias, de cara a compartir los clips por apps de mensajería y apps sociales.
La cámara delantera también goza de especial importancia, no tanto por sus características como por su diseño. Ahora el Huawei P40 Lite decide apostar por esconder la lente frontal en una pantalla perforada, donde encontramos un sensor de 16 MP con apertura f/2.0 que es capaz de grabar vídeo a 1080 p y 30 fps. A nivel de software, se incluye Super Night Selfie 2.0 para capturar impresionantes selfies en todas las condiciones de iluminación. Para ello se vale de un nuevo algoritmo avanzados de IA que optimiza tanto la imagen de la persona que se va a fotografiar como el fondo para ayudar a conseguir mejores autorretratos.

## Rendimiento
El nuevo chip de gama media desarrollado por la firma de tecnología para impulsar sus nuevos teléfonos inteligentes de gama media y dotarlos de enormes funciones de IA. El Kirin 810 está fabricado bajo el proceso de 7 nm que, en comparación con los chips de 8 nm, ofrece un consumo de energía un 20% más bajo, ofreciendo un excelente rendimiento y eficiencia energética al mismo tiempo que añade funciones de IA al teléfono.